# Leopold af Baden
Storhertug Leopold af Baden (29. august 1790 - 24. april 1852) var storhertug af Storhertugdømmet Baden fra 1830 til sin død i 1852.

## Biografi
Leopold blev født den 29. august 1790 i Karlsruhe som fjerde søn af Markgreve Karl Frederik af Baden i hans andet ægteskab med Luise Karoline Geyer von Geyersberg. Da ægteskabet var morganatisk havde Leopold og hans yngre søskende ikke arveret til Baden. Luise Karoline og hendes børn havde titel af Freiherr eller Freifrau og senere Gräf eller Gräfin von Hochberg. I 1817, da huset Baden var ved at uddø i den mandlige hovedlinje, blev børnene af dette ægteskab imidlertid tildelt fuld arveret.
I 1830 efterfulgte Leopold sin ældre halvbroder Ludvig 1. som storhertug af Baden.
Storhertug Leopold døde den 24. april 1852 i Karlsruhe.

## Ægteskab og børn
Leopold giftede sig den 25. juli 1819 i Karlsruhe med sin grandniece Prinsesse Sophie af Sverige, datter af Sveriges afsatte konge Gustav 4. Adolf og Frederikke af Baden, der selv var datter af Leopolds halvbror arveprins Karl Ludvig af Baden.
Leopold og Sophie fik otte børn:
- Alexandrine (1820-1904), gift 1842 med Hertug Ernst 2. af Sachsen-Coburg og Gotha
- Ludvig (1822-1822)
- Ludvig (1824-1858), storhertug af Baden 1852-1858 som Ludvig 2.
- Frederik (1826-1907), storhertug af Baden 1858-1907 som Frederik 1., gift 1856 med Louise af Preussen
- Vilhelm (1829-1897), gift 1863 med Maria af Leuchtenberg
- Karl, Prins af Baden (1832-1906)
- Marie Amelie (1834-1899), gift 1858 med Fyrst Ernst af Leiningen
- Cecilie (1839-1891), gift 1857 med storfyrst Mikhail Nikolajevitj af Rusland